# جاستن مايو
جاستن مايو (بالإنجليزية: Justin Mayo)‏ هو نجم اجتماعي أمريكي، ولد في 19 ديسمبر 1981 في أوماها في الولايات المتحدة.